# Margattea ceylanica
Margattea ceylanica är en kackerlacksart som först beskrevs av Henri Saussure 1868.  Margattea ceylanica ingår i släktet Margattea och familjen småkackerlackor. Inga underarter finns listade i Catalogue of Life.